# Freedom Summer
Freedom Summer (en español: Verano de la Libertad), o el Proyecto Mississippi Summer, fue una campaña de registro de votantes de 1964 que tenía el propósito de aumentar el número de votantes negros registrados en Misisipi. Duró entre el 14 de junio de 1964 y el 20 de agosto de 1964.

## Preludio
A partir de finales del siglo XIX, los blancos en Misisipi establecieron leyes y políticas que impedían que los afroamericanos se registraran para votar, incluidos impuestos electorales y pruebas de alfabetización. Además, muchos grupos de vigilantes blancos utilizaron la violencia para reprimir a quienes mostraban interés en la política. Como resultado, en Misisipi sólo el 5,3% de la población negra estaba registrada para votar.
Se quiso cambiar eso y aunque el Comité Coordinador Estudiantil No Violento (SNCC) había trabajado por los derechos civiles en las zonas rurales de Misisipi desde 1961, la organización descubrió que la resistencia intensa y a menudo violenta de los segregacionistas en las zonas rurales de Misisippi no permitiría el tipo de campañas de acción directa que habían tenido éxito en áreas urbanas como Montgomery y Birmingham.
Por ello se diseñó  a partir de finales de 1963 el proyecto Freedom Summer de 1964 para cambiar eso. Fue organizado no solo por el SNCC sino también por otras tres organizaciones de derechos civiles, el CORE, el NAACP, y el SCLC, todas dirigidas por el COFO.

## Acontecimiento
De esa manera aproximadamente 1000 voluntarios, la mayoría estudientes blancos de clase media y alta, se unieron así a los afroamericanos en Misisipi para luchar contra la intimidación y la discriminación de los votantes en las urnas en ese estado. Recibió atención mediática de forma constante y se encontraron con una violenta resistencia por parte del Ku Klux Klan y miembros de las fuerzas del orden estatales y locales.
Notoriedad especial tuvieron los asesinatos de James Chaney, Mickey Schwerner y Andrew Goodman por parte del Ku Klux Klan, que ocurrieron una semana después del comienzo del proyecto, lo que intensificó los temores de los voluntarios. Aun así continuaron con la campaña. A causa de esa violenta resistencia, en la que hubo todo tipo de violenca, el movimiento fue a corto plazo un fracaso. Aunque aproximadamente 17 000 residentes negros de Misisipi intentaron registrarse para votar en el verano de 1964, sólo 1.600 de las solicitudes completadas fueron aceptadas por los registradores locales.

## Consecuencias
Aun así la cobertura noticiosa de palizas, arrestos falsos e incluso asesinatos atrajo la atención internacional hacia el movimiento de derechos civiles. La mayor conciencia que generó la discriminación electoral e ese acontecimiento resaltó además la necesidad de una legislación federal sobre el derecho al voto. Estos esfuerzos crearon así un impulso político que llevó más tarde a la Ley de Derecho al Voto de 1965.